# Diplazium weinlandii
Diplazium weinlandii är en majbräkenväxtart som beskrevs av Hermann Christ.
Diplazium weinlandii ingår i släktet Diplazium och familjen Athyriaceae. Inga underarter finns listade i Catalogue of Life.